# Bela Crkva (Orahovac)
Pour les articles homonymes, voir Bela Crkva.
Bellacërkë en albanais et Bela Crkva en serbe latin (en serbe cyrillique : Бела Црква) est une localité du Kosovo située dans la commune/municipalité de Rahovec/Orahovac et dans le district de Prizren/Prizren. Selon le recensement kosovar de 2011, elle compte 2 270 habitants.
Selon le découpage administratif du Kosovo, la localité fait partie du district de Gjakovë/Đakovica.

## Histoire
Sur le territoire du village se trouve le site archéologique de Pozhigë/Požig, qui remonte à une période allant du VIIe au XIe siècle ; mentionné par l'Académie serbe des sciences et des arts, il est inscrit sur la liste des monuments culturels du Kosovo.

## Démographie

### Évolution historique de la population dans la localité
| 1948 | 1953 | 1961 | 1971  | 1981  | 1991  | 2011  |
| ---- | ---- | ---- | ----- | ----- | ----- | ----- |
| 620  | 680  | 874  | 1 336 | 1 797 | 2 299 | 2 270 |

|  |

### Répartition de la population par nationalités (2011)
En 2011, les Albanais représentaient 98,28 % de la population.